# 里特爾島
5°31′S 148°07′E / 5.517°S 148.117°E

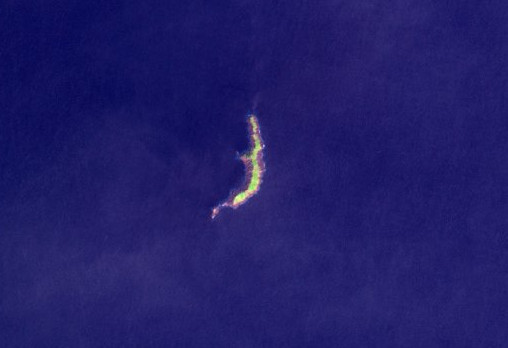
里特爾島

里特爾島是巴布亞新畿內亞的島嶼，位於新畿內亞東北100公里，屬於俾斯麥群島的一部分，由莫雷貝省負責管轄，面積0.3平方公里，最高點海拔高度140米，島上無人居住。